# 方以智
方以智（1611年—1671年11月9日），字密之，号曼公，又号鹿起，别号龙眠愚者，出家後改名大智，字无可，別號弘智，人稱藥地和尚，直隸桐城縣（今安徽省桐城市）人，明末清初學者、思想家、科学家。

## 生平
祖父方大镇，曾任万历朝大理寺少卿，治《易经》、《礼记》，著述宏富。父亲方孔炤，万历四十四年（1616年）进士，崇祯朝官至湖广巡抚。
方以智幼稟異慧，六歲知文史，博覽群書。早年随父宦游，至四川嘉定、福建福宁、直隸、燕京等地，见名山大川，与西洋传教士毕方济与汤若望交往，并阅西洋之书。与冒襄、侯方域、陈贞慧，合称明季四公子。
崇禎七年（1634）桐城民變，方孔炤留守，方以智隨家人避居南京。崇禎十二年（1639年）舉己卯科應天鄉試舉人，崇禎十三年（1640年）聯捷進士，授翰林院檢討，李自成入北京後，受到了严刑拷打。不久李自成兵敗山海關，方以智趁亂逃往南方。
入南明永曆朝，除經筵講官，因伪书案被免職。自行参加抗清活动，兵败后出家为僧，改名換姓，人稱“藥地和尚”。因“粤案”被清廷押解北上，赴南昌省狱，又押往广东对案，十月初七日行至江西万安惶恐滩头，想起宋朝末年文天祥事迹，自沉于江殉国。一说坐化。
據說，以智浮沉江湖抗清時，在社會底層，推動了秘密結社天地會的發展。

## 家庭
子方中德、方中通、方中屦。

## 學問與學說

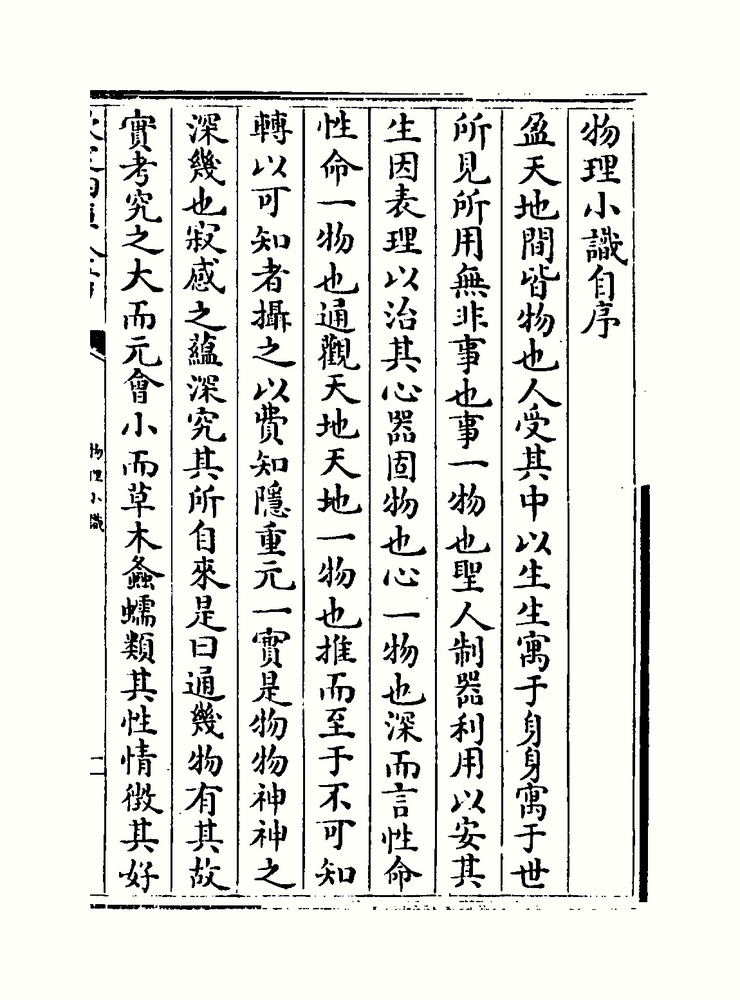
物理小识书影

方以智作品大多傷時感事之作，如：“同伴都分手，麻鞋獨入林。一年三變姓，十字九椎心。聽慣干戈信，愁因風雨深。死生容易事，所痛為知音。”（《獨往》）。方以智在哲學、自然科學方面卓然有成。著有《通雅》、《物理小识》、《药地炮庄》、《东西均》、《禅乐府》、《四韵定本》、《医学全通》等等。其中《通雅》和《物理小识》，是百科全书式的专著，被譽為“十七世紀罕無倫比的百科全書派”大學者。
绘画作品从现知最早作于1635年的《四妙图》、还有《断截红尘图》、《顽石图》、《骑驴图》等。

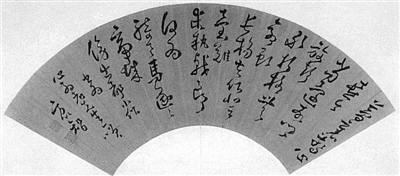
方以智《草書扇面》

方以智家學深厚，在學習中國學術的同時，也向西人學習科技。他接受近代西方科學知识，并不盲从，常以实验验证，纠正西学认识错误的地方。方以智提倡通几与质测之学，在科學上有不少成就。
在物理学方面，方以智更有诸多创见。他从气一元论自然观出发，提出一种朴素的光波动学说，认为：“气凝为形，发为光声，犹有未凝形之空气与之摩荡嘘吸。故形之用，止于其分，而光声之用，常溢于其余：气无空隙，互相转应也。”（《物理小识》卷一）方以智认为，光的产生是由于气受到激发的缘故。由于气弥漫分布于所有空间，彼此间无任何空隙，被激发的气必然要与周围静止的气发生相互作用，“摩荡嘘吸”，将激发传递出去，这就形成了光的传播。
方以智在其《物理小识》中，记述有大量动物学、植物学内容和栽培、管理等知识。他引述了传教士“脑主思维”之说，介绍了西方世界关于人体骨骼、肌肉等方面的知识，但剔除了传教士所说的“全能的上帝创造世界”之类的内容。
梁启超说：“崇祯十五年出版的方密之通雅五十卷，实为近代研究小学的第一部书。体例略仿《尔雅》，而门类稍有增减”；又说方以智在音韵学方面的贡献在于提出“以音求义”。

## 研究
- 《方以智晚節考》，余英時著，香港新亞研究所1972年、臺北允晨，1986年。北京新知三聯書店，2004年。
- 《方以智晚節新證》，余英時著，收錄於《史學與傳統》，臺北時報出版，1982年
- 《方以智》，劉君燦著，臺北東大出版，1988年。
- 《方以智評傳》，羅熾，南京大學出版社，1998年。
- 《港臺及海外學人方以智研究論著目錄》，邢益海，北京：華夏出版社，2012年。
- 《方以智三教道一論的特色及其體知意義》，蔡振豐，北京：華夏出版社，2012年。
- 《方以智的禪學思想》，鄧克銘 華夏出版社，北京：華夏出版社，2012年。
- 《火、爐、土、均:覺浪道盛與方以智統攝之學》，徐聖心，北京：華夏出版社，2012年。
- 《方以智藥地炮莊之以禪解莊》，邱敏捷 華夏出版社，北京：華夏出版社，2012年。
- 《方以智詩學源流及旨要論考: 以「中邊說」為討論中心》，廖肇亨，北京：華夏出版社，2012年。
- 《明遺民覺浪道盛與方以智「怨」的詩學精神》，謝明陽，北京：華夏出版社，2012年。
- 《方以智倡三教歸易論》，王煜，北京：華夏出版社，2012年。
- 《方以智晚節考及補證讀後感》，勞思光，北京：華夏出版社，2012年。
- 《方以智之畫論 》，饒宗頤，北京：華夏出版社，2012年。
- 《方以智與陳子升》，饒宗頤，北京：華夏出版社，2012年。
- 《方以智與王夫之》，張永堂，北京：華夏出版社，2012年。
- 《冬煉三時傳舊火:港台學人論方以智》，邢益海編，北京：華夏出版社，2012年。

### 引用
1. ↑  《崇祯十三年庚辰科进士三代履历》：方以智，曾祖学渐，封大理寺少卿；祖大镇，己丑进士，大理寺少卿；父孔炤，丙辰进士，囗口湖广巡抚。鹿起，易四房，乙卯年十月二十六日生，桐城县人，己卯二十三名，会试八十名，二甲五十四名，工部观政。
2. ↑  《桐城方氏七代遗书·方以智传》载：“方以智……父孔绍，万历丙辰进士，巡抚湖广，为时相所忌，以失律逮下狱。”
3. ↑  陈子龙有首五言长诗《闻桐城乱久矣龙友从金陵来知密之固无恙也甚喜又以久不见寄书寒夜有怀率尔成咏》提到：“六龄知文史，八岁游京师。十二工书法，隶草腾龙螭。十五通剑术，十八观玄仪。旁及易象数，物理不可欺。”（《陈子龙诗集》卷五）《清史稿》本傳記載：“以智生有異秉，年十五群經子史略能背誦。博涉多通，自天文、輿地、禮樂、律數、聲音、文字、書畫、醫藥、技勇之屬，皆能考其源流，析其旨趣。”
4. ↑  王夫之《永历实录》方以智传：方以智，字密之，直隶桐城人。姿抱畅达，早以文章誉望动天下。父孔炤，万历丙辰进士，巡抚湖广，为时相所忌，以失律，逮下狱。阮大铖与同郡，尤忮害之。时局翕然，欲致孔炤于死。以智方中乡举，上计偕，忌者欲因文场陷之，使绝营救伸理。以智入都，佯为不就试，已乃密入闱，中崇祯庚辰进士，选庶吉士，改编修。以智既官禁苑，在廷稍为孔炤伸理，得减死论。
北都陷，以智间行归里。大铖党又欲以从逆陷杀之，几不免。南都陷，以智徒步走江、粤，顾自是无仕宦情，乃改名姓称吴秀才，游南海。参议姚奇胤与以智同举进士，一日，拥驺从出，与以智遇。以智趋避书肆中，奇胤愕眙，下肩舆，相持泣下，人始知其为以智矣。奇胤劝令强起襄时难，以智不答，留客奇胤署中。
瞿式耜闻而迎馆之。会上即位于肇庆，擢左中允，充经筵讲官。司礼太监王坤奏荐大臣数十人，给事中刘鼒抗疏言：“内臣不得荐人，况大臣乎！坤所荐者皆海内人望，方且以间关不得至为忧，若闻坤荐，当益裹足不前，则是名荐之而实止之，拒人于千里之外也。”坤怒，将逐鼒，且疑鼒疏出以智手，为寝经筵。以智既无宦情，讲官之命为式耜所强受，又不见庸，遂决挂冠去，浮客桂、柳间。粤西稍定，就平乐之平西村筑室以居。
以智诗仿钱、刘，平远有局度，书法遒整，画尤工，弈棋亦入能品，尤嗜音律，喜登眺，至是放情山水，觞咏自适，与客语，不及时事。楚、粤诸将多孔炤部校，欲迎以智督其军，以智咸拒谢之。
永历三年，超拜礼部尚书、东阁大学士，不拜。诏遣行人李浑敦趋入直，以智野服辞谢，不赴。平乐陷，马蛟麟促以智降，乃舍妻子，为浮屠去。
5. ↑  余英时《方以智晚节考》
6. ↑  《清史稿》：方以智，字密之，桐城人。父孔炤，明湖广巡抚，为杨嗣昌劾下狱，以智怀血疏讼冤，得释，事具明史。以智，崇祯庚辰进士，授检讨。会李自成破潼关，范景文疏荐以智，召对德政殿，语中机要，上抚几称善。以忤执政意，不果用。京师陷，以智哭临殡宫，至东华门，被执，加刑毒，两髁骨见，不屈。
贼败，南奔，值马、阮乱政，修怨欲杀之，遂流离岭表。自作序篇，上述祖德，下表隐志。变姓名，卖药市中。桂王称号肇庆，以与推戴功，擢右中允。扈王幸梧州，擢侍讲学士，拜礼部侍郎、东阁大学士，旋罢相。固称疾，屡诏不起。尝曰：“吾归则负君，出则负亲，吾其缁乎？”
行至平乐，被絷。其帅欲降之，左置官服，右白刃，惟所择，以智趋右，帅更加礼敬，始听为僧。更名弘智，字无可，别号药地。康熙十年，赴吉安，拜文信国墓，道卒，其闭关高座时也。友人钱澄之，亦客金陵，遇故中官为僧者，问以智，澄之曰：“君岂曾识耶？”曰：“非也。昔侍先皇，一日朝罢，上忽叹曰：‘求忠臣必于孝子！’如是者再。某跪请故，上曰：‘早御经筵，有讲官父巡抚河南，坐失机问大辟，某薰衣，饰容止如常时。不孝若此，能为忠乎？闻新进士方以智，父亦系狱，日号泣，持疏求救，此亦人子也。’言讫复叹，俄释孔炤，而辟河南巡抚，外廷亦知其故乎？”澄之述其语告以智，以智伏地哭失声。
7. ↑  《清史稿》：子中德，字田伯，著古事比。以智构马、阮之难，中德年十三，挝登闻鼓，讼父冤。父出亡，偕诸弟徒步追从。中通，字位伯，精算术，著数度衍，见畴人传。中屦，字素伯，幼随父于方外，备尝险阻，著古今释疑。
8. ↑  《清史稿》：以智生有异禀，年十五，群经、子、史，略能背诵。博涉多通，自天文、舆地、礼乐、律数、声音、文字、书画、医药、技勇之属，皆能考其源流，析其旨趣。著书数十万言，惟通雅、物理小识二书盛行于世。
9. ↑  梁启超《中国近三百年学术史》第十二讲《清初学海波澜余录》：“密之最大发明，在以音求意义”《饮冰室合集》第十卷  饮冰室专集之七十五  204页
10. ↑  梁启超《中国近三百年学术史》第十二讲  清初学海波澜余录“密之最大发明，在以音求意义”《饮冰室合集》第十卷  饮冰室专集之七十五  151页